# SH904i
FOMA SH904i（フォーマ・エスエイチ きゅう まる よん アイ）は、シャープによって開発された、NTTドコモの第三世代携帯電話（FOMA）端末である。

## 概要
大きな特徴として、カーソルキーの上部にTOUCH CRUISERと呼ばれるタッチパッドを備え、カーソル操作等を行うことが出来る。同様の機能を持つ他機種として、W42SAのスムースタッチがあるが、こちらはテンキー全体をタッチパッド領域として使えるのに対し、TOUCH CRUISERはカーソルキーの上部だけしか使えないため、操作には慣れが必要である。SH903iに近いフォルムであるが回転2軸スタイルではなく普通の折りたたみになっており閉じた概観はSH902iSに近い。
この端末のボタンは白色に光る。
FOMA 904i シリーズ共通の機能の中では、うた・ホーダイ、2in1、直感ゲームによる対応。また、GPS、3Gローミング（WORLD WING）対応。
| 主な対応サービス           | 主な対応サービス                    | 主な対応サービス         | 主な対応サービス                                     |
| -------------------------- | ----------------------------------- | ------------------------ | ---------------------------------------------------- |
| DCMX／おサイフケータイ     | うた・ホーダイ                      | 着うたフル／着うた       | デジタルオーディオプレーヤー(WMA)(AAC)(SDオーディオ) |
| 直感ゲーム／メガiアプリ    | Music&Videoチャネル／ビデオクリップ | 3Gローミング             | プッシュトーク                                       |
| FOMAハイスピード           | GPS／ケータイお探し                 | デコメール／デコメ絵文字 | iチャネル                                            |
| 着もじ                     | テレビ電話／キャラ電                | 電話帳お預かりサービス   | フルブラウザ                                         |
| おまかせロック／バイオ認証 | 外部メモリーへiモードコンテンツ移行 | トルカ                   | iC通信／iCお引越しサービス                           |
| きせかえツール／マチキャラ | バーコードリーダ／名刺リーダ        | 2in1                     | エリアメール                                         |

1. ↑  「しゃべる」は非対応。
2. ↑  BモードのメールはWebメールとなる。

iアプリは「NAVITIME for SH」、「直感♪クラッシュ・バンディクー」、「モンスターハンターi for SH」、「Gガイド番組表リモコン」、「DCMXクレジットアプリ」、「ケータイクレジットiD」、「楽オク出品アプリ」、「iアプリバンキング」、「デコメ絵文字ポケット」、「Gガイド番組表リモコン」などをプリインストール。

## 歴史
- 2007年2月26日 - 電気通信端末機器審査協会（JATE）通過。
- 2007年3月12日 - 技術基準適合証明（TELEC）通過未確認
- 2007年4月23日 - D904i・F904i・N904i・P904i・SH904iの開発が発表。
- 2007年5月25日 - 発売開始
- 2008年6月3日 - ソフトウェアアップデートが行われる。

## 不具合
2008年6月3日に以下の不具合の修正がソフトウェアの更新でなされた。
- iアプリDX以外のiアプリ利用時に、GPSで測位した位置情報が通知できてしまう場合がある